# Bernardo I di Jauer-Löwenberg
Bernardo I di Jauer-Löwenberg, noto anche come (in lingua tedesca) Bernhard von Löwenberg, Boleslaw III. von Liegnitz, in polacco Bernard Zwinny, in ceco Bernard Lemberský Hbitý (Agilis) (1253/57 – 25 maggio 1286), fu duca di Jawor dal 1278 al 1281 e duca di Löwenberg dal 1281 al 1286.
Egli apparteneva alla dinastia dei Piast. I suoi genitori erano Boleslao II duca di Slesia, e dal 1248 anche duca di Liegnitz (in polacco: Legnica), ed Edvige († 1259), figlia del conte Enrico I di Anhalt.

## Biografia
Dopo la morte del padre, avvenuta nel 1278, i possedimenti di quest'ultimo vennero spartiti. Il secondogenito Bolko e Bernardo ricevettero insieme, in un primo momento, il ducato di Jauer (in polacco: Jawor). Questo era stato assegnato precedentemente, tra il 1274 e il 1277, quando era ancora in vita il loro padre, al figlio primogenito Enrico V di Slesia, che però, alla morte del padre, ricevette il ducato di Liegnitz. Nel 1281 Bolko staccò, a favore di Bernardo, dal ducato di Jauer, la zona di Löwenberg, che sarebbe poi anch'essa diventata sede di un ducato. Qui si trovava una rocca, che egli stabilì sede del ducato.
Bernardo sostenne i Cavalieri Ospitalieri e promosse, come il fratello Bolko, la colonizzazione della zona montana dei confini. Nel 1281 egli concesse agli Ospitalieri un territorio di colline boscose, prati e campi presso Warmbrunn, con la concessione per venti anni ad esigere i corrispondenti tributi. Nel medesimo anno fece esporre a Hirschberg un atto, con il quale concedeva agli Ospitalieri di Striegau un territorio disboscato sul corso superiore del fiume Zackens, che avrebbe dovuto far parte di un insediamento tedesco.
Il duca Bernardo morì scapolo e senza eredi nel 1286. La sua salma venne inumata nella chiesa domenicana di Liegnitz. Il ducato passò in eredità al fratello Bolko I di Schweidnitz, che lo riunì nuovamente a quello di Jauer, assumendone però anche l'attributo di duca di Löwenberg.

## Ascendenza
|                               |                      |                          | Genitori                |  |  | Nonni |  |  | Bisnonni            |  |  | Trisnonni         |  |
|                               |                      |                          |                         |  |  |       |  |  | Enrico I il Barbuto |  |  | Boleslao I l'Alto |  |
|                               |                      |                          |                         |  |  |       |  |  | Enrico I il Barbuto |  |  | Boleslao I l'Alto |  |
|                               |                      | Cristina                 |                         |  |  |       |  |  | Enrico I il Barbuto |  |  |                   |  |
| Enrico II il Pio              |                      |                          |                         |  |  |       |  |  | Enrico I il Barbuto |  |  |                   |  |
|                               |                      | Edvige di Andechs        | Bertoldo IV d'Andechs   |  |  |       |  |  |                     |  |  |                   |  |
|                               |                      | Edvige di Andechs        | Bertoldo IV d'Andechs   |  |  |       |  |  |                     |  |  |                   |  |
|                               |                      | Edvige di Andechs        | Agnese di Rochlitz      |  |  |       |  |  |                     |  |  |                   |  |
| Boleslao II di Slesia         |                      | Edvige di Andechs        |                         |  |  |       |  |  |                     |  |  |                   |  |
|                               |                      | Ottocaro I di Boemia     | Vladislao II di Boemia  |  |  |       |  |  |                     |  |  |                   |  |
|                               |                      | Ottocaro I di Boemia     | Vladislao II di Boemia  |  |  |       |  |  |                     |  |  |                   |  |
|                               |                      | Ottocaro I di Boemia     | Giuditta di Turingia    |  |  |       |  |  |                     |  |  |                   |  |
| Anna di Boemia                |                      | Ottocaro I di Boemia     |                         |  |  |       |  |  |                     |  |  |                   |  |
|                               |                      | Costanza d'Ungheria      | Béla III d'Ungheria     |  |  |       |  |  |                     |  |  |                   |  |
|                               |                      | Costanza d'Ungheria      | Béla III d'Ungheria     |  |  |       |  |  |                     |  |  |                   |  |
|                               |                      | Costanza d'Ungheria      | Agnese d'Antiochia      |  |  |       |  |  |                     |  |  |                   |  |
| Bernardo I di Jauer-Löwenberg |                      | Costanza d'Ungheria      |                         |  |  |       |  |  |                     |  |  |                   |  |
|                               | Bernardo di Sassonia | Alberto I di Brandeburgo |                         |  |  |       |  |  |                     |  |  |                   |  |
|                               | Bernardo di Sassonia | Alberto I di Brandeburgo |                         |  |  |       |  |  |                     |  |  |                   |  |
|                               | Bernardo di Sassonia | Sofia di Winzenburg      |                         |  |  |       |  |  |                     |  |  |                   |  |
| Enrico I di Anhalt            | Bernardo di Sassonia |                          |                         |  |  |       |  |  |                     |  |  |                   |  |
|                               |                      | Brigitta di Danimarca    | Magnus I di Götaland    |  |  |       |  |  |                     |  |  |                   |  |
|                               |                      | Brigitta di Danimarca    | Magnus I di Götaland    |  |  |       |  |  |                     |  |  |                   |  |
|                               |                      | Brigitta di Danimarca    | Ryksa di Polonia        |  |  |       |  |  |                     |  |  |                   |  |
| Edvige di Anhalt              |                      | Brigitta di Danimarca    |                         |  |  |       |  |  |                     |  |  |                   |  |
|                               |                      | Ermanno I di Turingia    | Ludovico II di Turingia |  |  |       |  |  |                     |  |  |                   |  |
|                               |                      | Ermanno I di Turingia    | Ludovico II di Turingia |  |  |       |  |  |                     |  |  |                   |  |
|                               |                      | Ermanno I di Turingia    | Giuditta di Svevia      |  |  |       |  |  |                     |  |  |                   |  |
| Ermengarda di Turingia        |                      | Ermanno I di Turingia    |                         |  |  |       |  |  |                     |  |  |                   |  |
|                               |                      | Sofia di Wittelsbach     | Ottone I di Baviera     |  |  |       |  |  |                     |  |  |                   |  |
|                               |                      | Sofia di Wittelsbach     | Ottone I di Baviera     |  |  |       |  |  |                     |  |  |                   |  |
|                               |                      | Sofia di Wittelsbach     | Agnese di Loon          |  |  |       |  |  |                     |  |  |                   |  |
|                               |                      | Sofia di Wittelsbach     |                         |  |  |       |  |  |                     |  |  |                   |  |